# Señor Sol
El Señor Sol es un personaje de la mitología talamanqueña de los pueblos bribris  y cabécares. Es el tío de los niños huracanes y a quien estos niños jalan los bigotes, creando los rayos de luz en las mañanas. Este personaje es muy importante ya que él da el calor necesario para vivir y la luz suficiente para que la vida crezca.